# Karl Liebknecht
Karl Liebknecht (13. srpna 1871 Lipsko – 15. ledna 1919 Berlín) byl německý socialistický politik, první předseda Mezinárodního sdružení socialistických organizací mládeže (dnes IUSY) a spoluzakladatel Komunistické strany Německa (KPD).

## Životopis

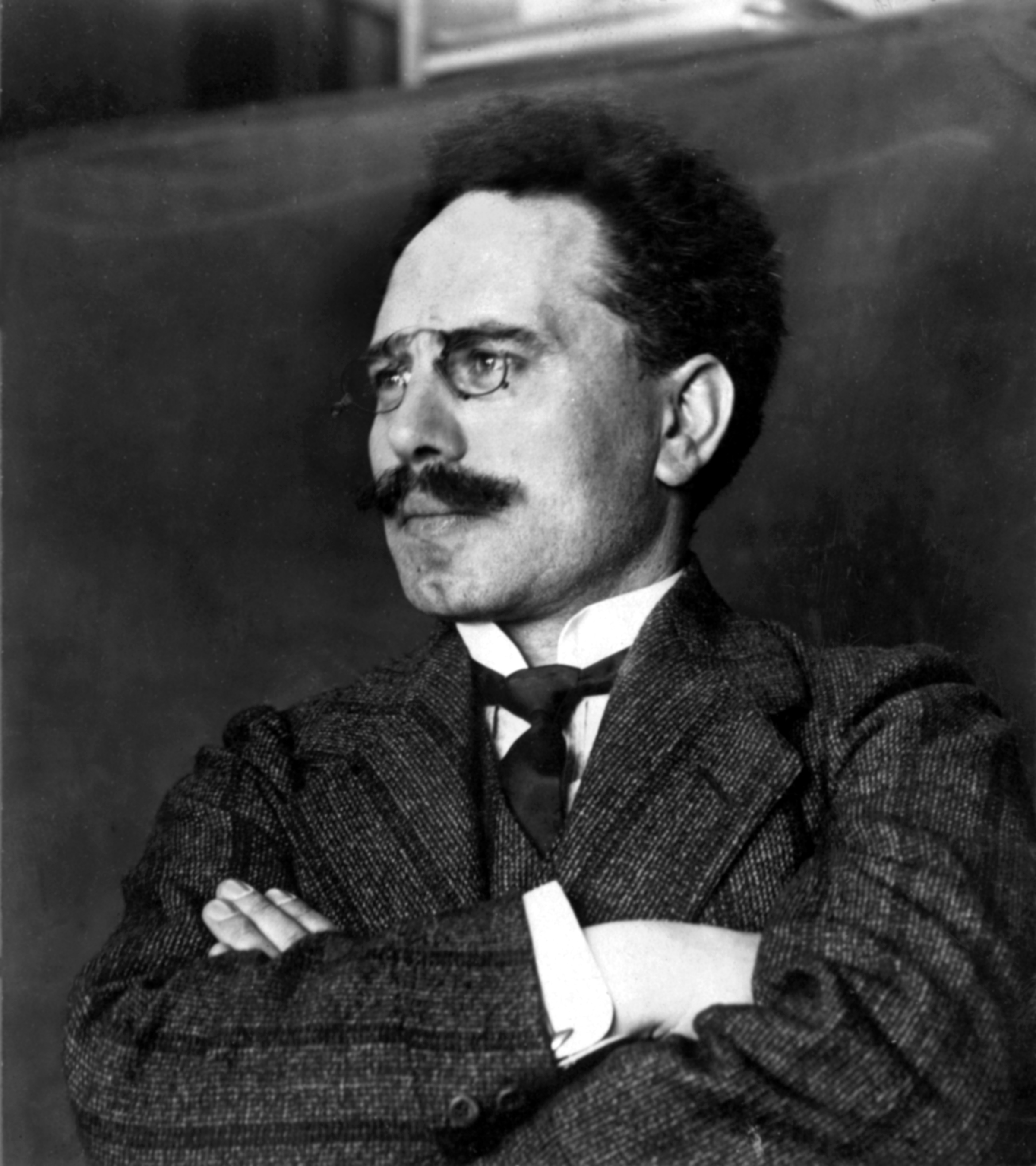
Karl Liebknecht

### Hlasování proti válečným úvěrům
Byl jedním ze dvou ze sociálně demokratických poslanců (vedle Huga Haase), kteří na počátku války v roce 1914 hlasovali proti „válečným úvěrům“.
Protože byl ale slavnější, na druhého sociálního demokrata se „zapomnělo“ a na počest Karla Liebknechta se užívá úsloví: „1 proti 110“ (SPD měla v Reichstagu 111 poslanců).[zdroj?]

### Vyhlášení „socialistické republiky“
Dne 9. listopadu 1918 vyhlásil před Hohenzollernským palácem v Berlíně „socialistickou republiku“.

### Vražda Karla Liebknechta
Dne 15. ledna 1919 byl bez soudu a jakéhokoliv obvinění zavražděn „Erthardovou Brigádou Smrti“, vyslanou sociálně demokratickou vládou a hlavně jejím ministrem vnitra Gustavem Noskem, který za potlačení „Spartakovců“, Rosy Luxemburgové a Karla Liebknechta, pobíral za Hitlerovy diktatury státní penzi.[zdroj?]